# ティルマン (犬)
ティルマン（Tillman、2005年6月2日 - 2015年10月28日）は、アメリカ合衆国で「スケボー犬」として人気になったイングリッシュ・ブルドッグ。飼い主はロン・デイビス。
2009年にスケートボードに乗って100メートルを19.7秒で走り、ギネス・ワールド・レコーズから世界最速のスケートボード犬として認定された。AppleがiPhoneの動画再生機能を紹介するコマーシャルに、ティルマンの動画を使用したことでも話題となった。